# Werking Mom
«Werking Mom» (укр. «Мама, яка працює») — сьома серія тридцятого сезону мультсеріалу «Сімпсони», прем'єра якої відбулась 18 листопада 2018 року у США на телеканалі «Fox».
Прем'єрний показ серії був присвячений пам'яті Стена Лі, який помер за 6 днів до того у віці 95 років, а повторний показ 28 липня 2019 року — пам'яті акторки Рассі Тейлор, яка померла 26 липня у віці 75 років.

## Сюжет
Мардж намагається заробити додаткові гроші, і починає продавати пластикові судки для зберігання їжі. Однак, ніхто не її не спиймає. Її перукар Хуліо робить їй макіяж, щоб збільшити її впевненість і заробити більше грошей. Він погоджується зіграти в господаря і запрошує до себе додому багатьох своїх друзів-геїв. Вечірка проходить добре, допоки Хуліо не зрозуміє, що гості помилилися і думали, що Мардж — дреґ-королева. Пізніше він переконує Мардж піти з ним і знайомить її із зірками-трансвеститами Спрінґфілда.
Тим часом, як данина французьким фільмам як «Амелі», Ліса виявляє коробку, що належала Джасперу, коли той був дитиною. Вона таємно повертає її, сильно розвеселивши його. Вона вирішує допомогти всім «вигнанцям» Спрінґфілда таким як Ґіл, Агнес і Сеймур Скіннери та Ван Гутенам. Коли Агнес виявляє хитрість, Лісі соромно, але ті люди, яким вона допомогла, запросили її на обід на дах школи, оскільки вони цінують її старання.
Коли Гомер усвідомлює, що робить його дружина, він перериває одну з вечірок та розкриває її справжню стать, рішення. Мардж розлючена, але коли Гомер з'являється до гей-клубу, одягнений як жінка, вона прощає йому.

## Ставлення критиків і глядачів
Під час прем'єри серію переглянули 4,34 млн осіб з рейтингом 1.6, що зробило її найпопулярнішим шоу на каналі «Fox» тієї ночі.
Денніс Перкінс з «The A.V. Club» дав серії оцінку B+, похваливши сценаристку Керолін Омайн за те, що вона «написала духовне продовження „Homer's Phobia“, яке, можливо, не рівне одному з найпопулярніших та найсмішніших епізодів шоу, але все ще настільки зафіксовано в основі серця шоу, що надає майбутнє для „Сімпсонів“».
Тоні Сокол з «Den of Geek» дав серії три з половиною з п'яти зірок, сказавши:
|  | Серія — милий епізод. Кожен отримує те, що хоче… Це сімейна серія з чужих будинків. |

Згідно з голосуванням на сайті The NoHomers Club більшість фанатів оцінили серію на 3/5 із середньою оцінкою 3,43/5.